# Amoeba (sistema operacional)
Amoeba é um sistema operacional distribuido baseado em micronúcleo e de código aberto, criado por Andrew S. Tanenbaum e outros na Universidade Vrije na Holanda. O objetivo do projeto era construir um sistema operacional de tempo compartilhado que fizesse um conjunto de computadores em rede comportar-se como uma única máquina ao usuário.  O desenvolvimento do sistema aparentemente foi interrompido pois os arquivos da última versão (5.3) datam de 12 de fevereiro de 2001.
O Amoeba pode ser executado em diversas plataformas, incluindo SPARC, i386, 68030,
Sun 3/50 e Sun 3/60.
O sistema usa o FLIP como protocolo de rede.
A linguagem de programação Python foi originalmente desenvolvida nesse sistema operacional.